# جيري سانت جوست
جيريمايا سانت جوست (ولد في 19 أكتوبر 1996) هو لاعب كرة قدم هولندي محترف يلعب في مركز الدفاع لنادي ماينتس 05 في الدوري الألماني.

## حياته الشخصية
ولد جيري في مدينة جرونينجن لأم هولندية وأب من سانت كيتس ونيفيس. يملك جيري ثلاثة أشقاء.

## مسيرته الكروية

### ماينز 05
في 7 أغسطس 2019، أعلن فينورد على موقعه على الإنترنت أن سانت جوست سينتقل إلى ماينز بعقد لمدة أربع سنوات مقابل مبلغ لم يعلن عنه.

## مسيرته الدولية
تم استدعاء سانت جوست لمنتخب هولندا لكرة القدم تحت 21 سنة لتصفيات بولندا 2017 ولكنه لم يظهر بعد. كما أن إرميا مؤهل لتمثيل منتخب سانت كيتس ونيفيس لكرة القدم.

## البطولات
فينورد
- كأس هولندا : 2017-18 [5]
- كأس السوبر الهولندي : 2017 [6] 2018 [7]

## روابط خارجية
- جيري سانت جوست على موقع الاتحاد الأوربي (الإنجليزية)
- جيري سانت جوست على موقع قاعدة بيانات كرة القدم.إي يو (الإنجليزية)
- جيري سانت جوست على موقع ليكيب (الفرنسية)
- جيري سانت جوست على موقع Soccerway.com (الإنجليزية)
- جيري سانت جوست على موقع عالم كرة القدم.نت (الإنجليزية)
- جيري سانت جوست في موقع كرة القدم العالمية.نت